# 10e division d'infanterie (Australie)
Pour les articles homonymes, voir 10e division.
La 10e division est une division de l'armée australienne qui a brièvement servi pendant la Seconde Guerre mondiale. 

## Histoire
Elle est initialement formée le 15 avril 1942 à partir des unités de milice de la Newcastle Covering Force (en). Cependant, les pénuries de personnel conduisent à sa dissolution en août de la même année.
En 1945, alors que des plans sont en cours d'élaboration pour une invasion des îles japonaises, le nom de 10e division est relancé pour un contingent australien proposé. Elle aurai dû employer du personnel provenant d'unités existantes de la force impériale australienne. Avec la capitulation du Japon avant l'invasion prévue, la division ne sera jamais recréée.

## Unités subordonnées
- 1re brigade d'infanterie (15 avril - 27 août 1942)[1]
  - 13e bataillon d'infanterie
  - 41e bataillon d'infanterie
  - 2e bataillon d'infanterie
- 32e brigade d'infanterie (15 avril - 27 août 1942) [1]
  - 33e bataillon d'infanterie
  - 8e bataillon de garnison
  - 4e bataillon d'infanterie (15 avril - 1er juin 1942)